# Ednam
Ednam es una pequeña localidad situada cerca de Kelso, en los Borders escoceses, en el Reino Unido. Anteriormente se encontraba en Roxburghshire. Su nombre es la corrupción del anglosajón "Edenham", que significa el pueblo en  Eden Water.
Ednam es importante por haber estado asociada con varios poetas escoceses, como Henry Francis Lyte, autor de Abide With Me, William Wright, John Gibson Smith y James Thomson, autor de Rule Britannia.
Otras personalidades relacionadas con Ednam son el banquero William Purves, el profesor Duncan Taylor y el empresario James Dickson. De Edmon también era originario John 'Coocke' o 'Cuke' -abuelo del capitán James Cook.